# Дибуновская улица
Дибуно́вская улица — улица в Приморском районе Санкт-Петербурга, пролегает между Шишмарёвским переулком и улицей Савушкина.
Предыдущее название — Пятая улица. Современное название носит с 22 февраля 1939 года по пригородному посёлку Дибуны (сейчас часть поселка Песочный Курортного района Санкт-Петербурга). В дальнейшем Хабаровская улица стала частью Дибуновской улицы.

## Архитектура
Улица начала застраиваться в конце 1940-х — начале 1950-х годов, тогда дома возводили захваченные в плен во время Великой Отечественной войны немцы. Эти здания представляли собой маленькие дома высотой в 2—3 этажа со своеобразными украшениями. Окрашивались они, как правило, в жёлтый, розовый, светло-зелёный или светло-голубой цвет. Оригинальным образом выполнялись кронштейны для балконов и козырьков перед подъездами — малого размера, тонкие, с завитками на конце. Под крышей обычно делались чердаки с круглыми слуховыми окнами.
После пересечения с улицей Покрышева и до конца улицы по её правой стороне построены типовые «хрущёвки», построенные в 1960—1970-е годы.

## Дома
- Дом 1/14 — двухэтажное дореволюционное здание, надстроено мансардой после 1990-х[1].
- Дом 22 — двухэтажное здание было построено здесь в 1948 году в стиле неоклассицизма. Одно время[когда?] там располагалось общежитие прядильно-ниточного комбината «Красная нить», которое затем стало обычным жилым домом. В 2010 году город заключил соглашение с ООО «Новый город» о расселении коммунальных квартир в доме. В 2011 году здание снесли. На его месте «Новый город» построил жилой дом бизнес-класса «Rich’Art Club»[2] на 24 квартиры с подземным паркингом и офисами на первом этаже.
- Дом 26 — двухэтажный жилой дом. Летом 2011 года здание было снесено группой компаний «Размах» по заказу ЗАО «Мегалит»[3]. Сейчас[когда?] там строится пятиэтажный жилой дом на 33 квартиры. Строительство было намечено завершить в конце 2012 года[4].
- Дом 30 — жилой дом бизнес-класса «Rich’Art Club» на 16 квартир с подземным паркингом.
- Дом 31 — в этом доме с 1946 по 1972 год жил психолог Борис Герасимович Ананьев. В память о нём на доме в 1974 году установлена мемориальная доска (архитектор В. В. Исаева)[5].
- Дом 34 — жилой дом бизнес-класса «Rich’Art Club» на 32 квартиры с подземным паркингом.
- Дом 50 — 23-этажный жилой дом «Приморская высотка» был построен в 2006—2008 годах группой компаний «Развитие недвижимости»[6].

## Пересечения
- улица Оскаленко
- Серебряков переулок
- улица Покрышева
- Липовая аллея

## Галерея
- Дом 3 в первоначальном виде
- Дом 3 после реконструкции начала XXI века
- Вид на перекрёсток с улицей Покрышева
- Дом 50, вид в сторону Липовой аллеи